# Elecciones federales de México de 1958 en Baja California
Las Elecciones federales en Baja California de 1958 se llevaron a cabo el domingo 6 de julio de 1958, y en ellas fueron renovados los titulares de los siguientes cargos de elección popular del estado mexicano de Baja California:
- Presidencia de México. Titular del Gobierno de México, electo para un periodo de seis años sin posibilidad de reelección.
- Diputados Federales de Baja California: 2 Electos por mayoría relativa elegidos en cada uno de los Distritos electorales, mientras otros son elegidos mediante representación proporcional.
- Senadores: 2 electos por mayoría relativa.

## Organización
Las elecciones fueron realizadas por la Comisión Federal Electoral, perteneciente a la Secretaría de Gobernación. En el proceso participaron 4 partidos políticos: el Partido Revolucionario Institucional, el Partido Acción Nacional, el Partido Popular Socialista y el Partido Auténtico de la Revolución Mexicana. Este últimos participó en coalición con el PRI para la presidencia de México apoyando a Adolfo López Mateos.
El martes 29 de abril de 1958 fueron publicadas las candidaturas a la elección federal en el Periódico Oficial de la Federación.

## Candidatos

### Senadurías
| Cámara de Senadores (México)                            | Cámara de Senadores (México) | Cámara de Senadores (México)                            | Cámara de Senadores (México)         | Resultados | Resultados |
| Candidato                                               | Candidato                    | Candidato                                               | Partido                              | Votos      | Porcentaje |
| ------------------------------------------------------- | ---------------------------- | ------------------------------------------------------- | ------------------------------------ | ---------- | ---------- |
| Seferino Sánchez Hidalgo Rafael Guadalupe Rosas Márquez |                              | Seferino Sánchez Hidalgo Rafael Guadalupe Rosas Márquez | Partido Acción Nacional              | —          | —          |
| José María Freyding Tapia Gustavo Vildosa Almada        |                              | José María Freyding Tapia Gustavo Vildosa Almada        | Partido Revolucionario Institucional | —          | —          |
| Total de votos válidos                                  | Total de votos válidos       | Total de votos válidos                                  | Total de votos válidos               |            | —          |

### Diputaciones

#### Distrito 1
| Cámara de Diputados (México) | Cámara de Diputados (México) | Cámara de Diputados (México) | Cámara de Diputados (México)         | Resultados | Resultados |
| Candidato                    | Candidato                    | Candidato                    | Partido                              | Votos      | Porcentaje |
| ---------------------------- | ---------------------------- | ---------------------------- | ------------------------------------ | ---------- | ---------- |
| Salvador Rosas Magallón      |                              | Salvador Rosas Magallón      | Partido Acción Nacional              | —          | —          |
| Ricardo Alzalde Arellano     |                              | Ricardo Alzalde Arellano     | Partido Revolucionario Institucional | —          | —          |
| Total de votos válidos       | Total de votos válidos       | Total de votos válidos       | Total de votos válidos               |            | —          |

#### Distrito 2
| Cámara de Diputados (México) | Cámara de Diputados (México) | Cámara de Diputados (México) | Cámara de Diputados (México)                | Resultados | Resultados |
| Candidato                    | Candidato                    | Candidato                    | Partido                                     | Votos      | Porcentaje |
| ---------------------------- | ---------------------------- | ---------------------------- | ------------------------------------------- | ---------- | ---------- |
| Germán Brambila Gómez        |                              | Germán Brambila Gómez        | Partido Acción Nacional                     | —          | —          |
| Alejandro Sánchez Zumaya     |                              | Alejandro Sánchez Zumaya     | Partido Revolucionario Institucional        | —          | —          |
| Francisco Mendoza Leyva      |                              | Francisco Mendoza Leyva      | Partido Auténtico de la Revolución Mexicana | —          | —          |
| Total de votos válidos       | Total de votos válidos       | Total de votos válidos       | Total de votos válidos                      |            | —          |